# Hedrehely
Hedrehely ist eine ungarische Gemeinde im Kreis Kaposvár im Komitat Somogy.

## Geografische Lage
Hedrehely liegt gut 20 Kilometer südwestlich des Komitatssitzes und der Kreisstadt Kaposvár. Nachbargemeinden sind Hencse und Visnye.

## Geschichte
Archäologische Funde zeigen, dass das Gebiet um die Siedlung bereits zur Römerzeit bewohnt war. Der Name des Ortes wird erstmals im päpstlichen Zehntenregister von 1332 bis 1337 als Hedruch schriftlich erwähnt. 1443 gelangte die Siedlung in den Besitz des Palatin Lőrinc Héderváry. Im Mittelalter gab es ein Franziskanerkloster, und der dort  lebende Prior Péter Atyai begann, das erste lateinisch-ungarische Wörterbuch in Ungarn zu schreiben. Gegen Ende des 18. Jahrhunderts hatte der Ort 728 Einwohner, zu Beginn des 20. Jahrhunderts 1200 Einwohner. Zu dieser Zeit lebten viele Bewohner von der Töpferei, vom Getreideanbau und von der Geflügel- und Pferdezucht. In den 1970er Jahren gab es einen Bevölkerungsrückgang, 1973 wurde die höhere Schule geschlossen und nach Kadarkút verlegt.

## Sehenswürdigkeiten
- Csokonai-Büste
- Reformierte Kirche, erbaut 1898 im neogotischen Stil
- Römisch-katholische Kirche Szűz Mária neve

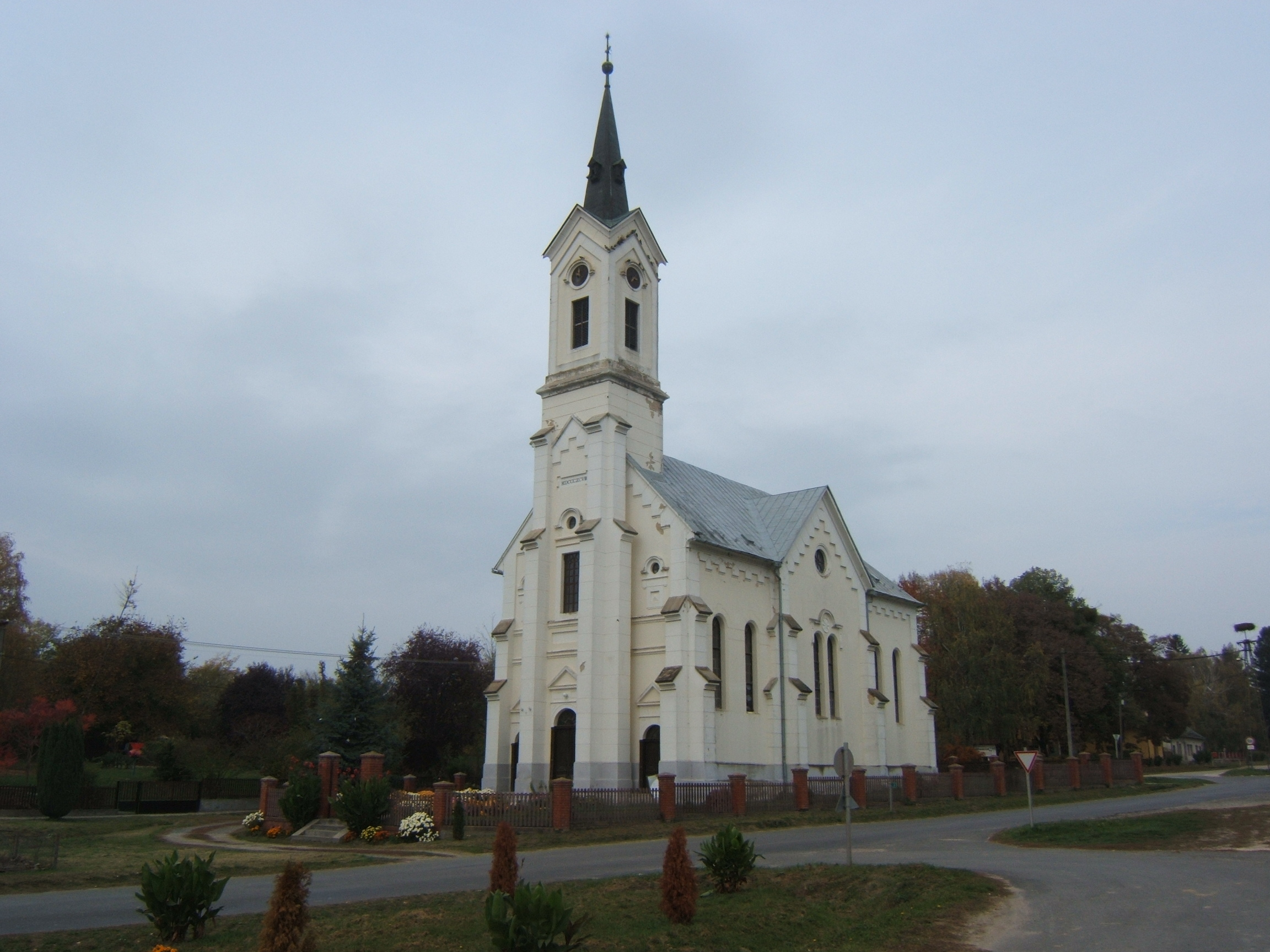
Reformierte Kirche in Hedrehely

## Verkehr
Durch Hedrehely verläuft die Nebenstraße Nr. 66151. Es bestehen Busverbindungen nach Visnye, Hencse, Kadarkút sowie nach Kaposvár, wo sich der nächstgelegene Bahnhof befindet.